# Coronel Traconis (Guerrero 3.ª Sección)
Coronel Traconis (Guerrero 3.ª Sección) es una localidad del municipio de Centro ubicado en la subregión centro del estado mexicano de Tabasco.

## Geografía
La localidad de Coronel Traconis (Guerrero 3.ª Sección) se sitúa en las coordenadas geográficas 17°56′01″N 92°48′34″O / 17.933611, -92.809444, a una elevación de 19 metros sobre el nivel del mar.

## Demografía
Según el Conteo de Población y Vivienda 2020, efectuado por el Instituto Nacional de Estadística y Geografía, la localidad de Coronel Traconis (Guerrero 3.ª Sección) tiene 1,130 habitantes, de los cuales 561 son del sexo masculino y 569 del sexo femenino. Su tasa de fecundidad es de 1.53 hijos por mujer y tiene 376 viviendas particulares habitadas.
| Gráfica de evolución demográfica de Coronel Traconis (Guerrero 3.ª Sección) entre 1980 y 2020 |
|                                                                                               |
| INEGI.                                                                                        |